# Vico Canavese
Vico Canavese là một đô thị ở tỉnh Torino trong vùng Piedmont, có vị trí cách khoảng 50 km về phía bắc của Torino, nước Ý. Tại thời điểm ngày 31 tháng 12 năm 2004, đô thị này có dân số 883 người và diện tích là 32,8 km².
Đô thị Vico Canavese có các frazioni (các đơn vị trực thuộc, chủ yếu là các làng) Novareglia, Drusacco, và Inverso.
Vico Canavese giáp các đô thị: Champorcher, Pontboset, Valprato Soana, Quincinetto, Traversella, Brosso, Trausella, Meugliano, Lessolo, Alice Superiore, và Rueglio.